# Dębowce
Dębowce – wieś sołeckaw Polsce położona w województwie mazowieckim, w powiecie mińskim, w gminie Mrozy.
| SIMC    | Nazwa   | Rodzaj    |
| ------- | ------- | --------- |
| 0682672 | Rudka   | część wsi |
| 0682689 | Zdrojki | część wsi |

Wieś szlachecka Dębowiec położona była w drugiej połowie XVI wieku w powiecie garwolińskim  ziemi czerskiej województwa mazowieckiego. W latach 1975–1998 miejscowość administracyjnie należała do województwa siedleckiego.
Wierni kościoła rzymskokatolickiego należą do parafii św. Wojciecha w Jeruzalu.

## Urodzeni w Dębowcach
- Leon Misiołek – polski polityk socjalistyczny, drukarz, poseł na Sejm i senator w II RP[8].